# Архангельсько-Голіцинське сільське поселення
Арха́нгельсько-Голі́цинське сільське поселення (рос. Архангельско-Голицынское сельское поселение) — муніципальне утворення у складі Рузаєвського району Мордовії, Росія. Адміністративний центр — село Архангельське Голіцино.

## Історія
Станом на 2002 рік існували Архангельсько-Голіцинська сільська рада (село Архангельське Голіцино, присілок Акшенас, селище Архангельське Голіцино) та Красноклинська сільська рада (село Красний Клин, присілки Александровка, Надеждинка, селище Красний Уголок).
24 квітня 2019 року було ліквідовано Красноклинське сільське поселення, його територія увійшла до складу Архангельско-Голіцинського сільського поселення.

## Населення
Населення — 1490 осіб (2019, 1523 у 2010, 1600 у 2002).

## Склад
До складу поселення входять такі населені пункти:
| Населений пункт                | Населення, осіб (2002) | Населення, осіб (2010) |
| ------------------------------ | ---------------------- | ---------------------- |
| Акшенас, присілок              | 17                     | 5                      |
| Александровка, присілок        | 0                      | 0                      |
| Архангельське Голіцино, село   | 872                    | 767                    |
| Архангельське Голіцино, селище | 76                     | 4                      |
| Красний Клин, село             | 335                    | 360                    |
| Красний Уголок, селище         | 6                      | 0                      |
| Надеждинка, присілок           | 294                    | 387                    |